# Carl Philipp Heinrich Pistor

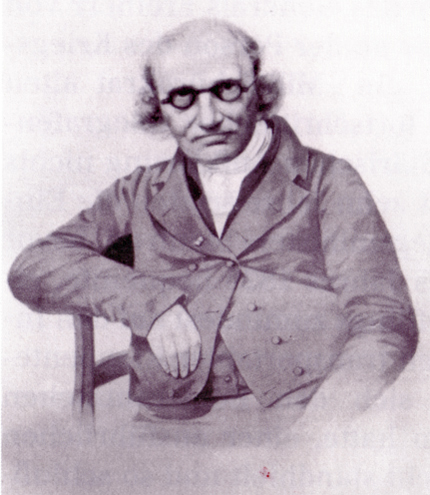
Carl Philipp Heinrich Pistor.

Carl Philipp Heinrich Pistor, född 3 januari 1778 i Berlin, död där 2 april 1847, var en tysk instrumentmakare. 
Pistor grundlade 1813 den instrumentmakarfirma, som sedermera, sedan han som kompanjon upptagit Carl Otto Albrecht Martins övergick i den berömda firman Pistor & Martins.